# Заплава річки Базавлук
Запла́ва р. Базавлу́к — орнітологічний заказник місцевого значення в Україні. Розташований в Апостолівському районі Дніпропетровської області, поблизу села Грушівка. 

## Опис
Заказник було створено в 1990 році на території площею 48,6 га. Нині цю територію включено до ландшафтного заказника загальнодержавного значення «Кам'янський прибережно-річковий комплекс». 
Раніше на цьому місці, за декілька кілометрів до гирла річки Базавлук, були лимани, багаті на дичину і рибу. З руслом річки вони з'єднувалися вузькими бакаями. Між ними були луки, болота та великий масив заплавного лісу. Дмитро Іванович Яворницький припускав, що саме поряд із цим лісом розташовувалася Базавлуцька Січ. 
Лимани було осушено, там, де був ліс, росте очерет, а на місці, де Базавлук разом із Скарбною впадав у Дніпро, побудовано глуху дамбу. Вода з річки Базавлук перекачується насосами до Каховського водосховища. 
Не зважаючи на всі ці зміни, тут мешкають типові та рідкісні представники флори та фауни, властиві річковим плавням.